# Якірний тест
У психометрії я́кірний тест (англ. anchor test) — це загальний набір тестових завдань, які надають разом із двома чи більше альтернативними формами цього ж тесту з метою встановлення еквівалентності оцінок за тест у цих формах. Метою якірного тесту є створення базового рівня для аналізу вирівнювання різних форм тесту.
Якірний тест є одним із типів інструментів психологічного оцінювання для вимірювання знань чи когнітивних здібностей респондента шляхом перевірки одних і тих же областей різними способами. У психометрії розробка надійних інструментів оцінювання для перевірки певних навичок і здібностей є основним зацікавленням психометристів. Якірні тести не призначені для перевірки здатності респондента складати тести, інтерпретувати питання чи розуміти концепт, не пов'язаний з питаннями тесту. Натомість, вони усувають невідповідність між тим, що тест покликаний оцінювати, і тим, що він насправді оцінює. У якірному тесті респонденти проходять тестування на ті самі знання й навички різними способами.
Порівняно з традиційними тестами в освіті та психології, якірні тести спрямовані на виявлення того, що індивід здатен виконати, а не того, чого він не здатен. Дослідження показало, що вища кореляція між якірним і загальним тестом сприяє кращому вирівнюванню. З цього відтак випливає, що якірний тест із завданнями середньої складності (англ. miditest) може сприяти кращому вирівнюванню, ніж якірний тест із простішими завданнями (англ. minitest).